# Microsage tragica
Microsage tragica là một loài tò vò trong họ Ichneumonidae.